# Die Lokalbahn
Die Lokalbahn ist ein Theaterstück von Ludwig Thoma. Er schrieb es im Jahr 1901; das Stück hatte am 19. Oktober 1902 im Residenztheater in München Premiere.

## Handlung
Das Theaterstück in drei Akten handelt von dem Besuch des Bürgermeisters Friedrich Rehbein des fiktiven Ortes Dornstein beim zuständigen Minister in München. Gründe sind die geplante Trassenführung der neu zu bauenden Lokalbahn und der dafür benötigte Bahnhof in Dornstein. Die geplante Trassenführung und der geplante Bauort des Bahnhofes weit außerhalb des Ortes werden kritisiert. Der Garten des Brauereibesitzers Schweigel, der auch Gemeindebevollmächtigter ist, wird durch die geplante Bahntrasse zerschnitten.
Der Bürgermeister behauptet nach seiner Rückkehr von der Audienz beim Minister einigen Bürgern – manche zugleich Gemeindebevollmächtigte – und dem anwesenden Zeitungsredakteur Heitzinger gegenüber, dem Minister ordentlich die Meinung gesagt zu haben. Er wird dafür zuerst belobigt und am Abend durch Lobbekundungen und ein Standkonzert der Liedertafel geehrt.
Der Zeitungsredakteur Heitzinger berichtet hierüber am nächsten Tag etwas übertrieben. Im Nachgang bekommen die Bürger und manche Gemeindebevollmächtigten Furcht davor, bei den staatlichen Organen in Misskredit zu geraten, so auch der auserwählte Wunschschwiegersohn Dr. Behringer, Amtsrichter und damit Beamter; er zieht sich von der Familie des Bürgermeisters daraufhin zurück.
Der Bürgermeister gesteht seiner Frau und seinem Bruder (Major), dass er in Wirklichkeit bei der Audienz vor dem Minister nicht zu Wort gekommen sei und er das Wort nicht ergriffen habe, weil der Minister von Anfang an so freundlich gewesen sei.
Die Gemeindebevollmächtigten besuchen daraufhin den Bürgermeister und wollen ihn zu einer Kehrtwende überreden. Er berichtet ihnen, dass keine „bösen Worte“ gefallen seien. Als der örtliche Zeitungsredakteur Heitzinger dazukommt, rügen der Bürgermeister und die Gemeindebevollmächtigten ihn scharf für seine Berichterstattung. Dieser verpflichtet sich, einen Widerruf zu veröffentlichen und seinen Irrtum einzuräumen. Danach wird dem Bürgermeister durch die Liedertafel ein zweites Mal eine Ehrenbekundung entgegengebracht, weil er „zum Wohle der Stadt“ alles opfert.

## Hintergrund und Entstehungsgeschichte

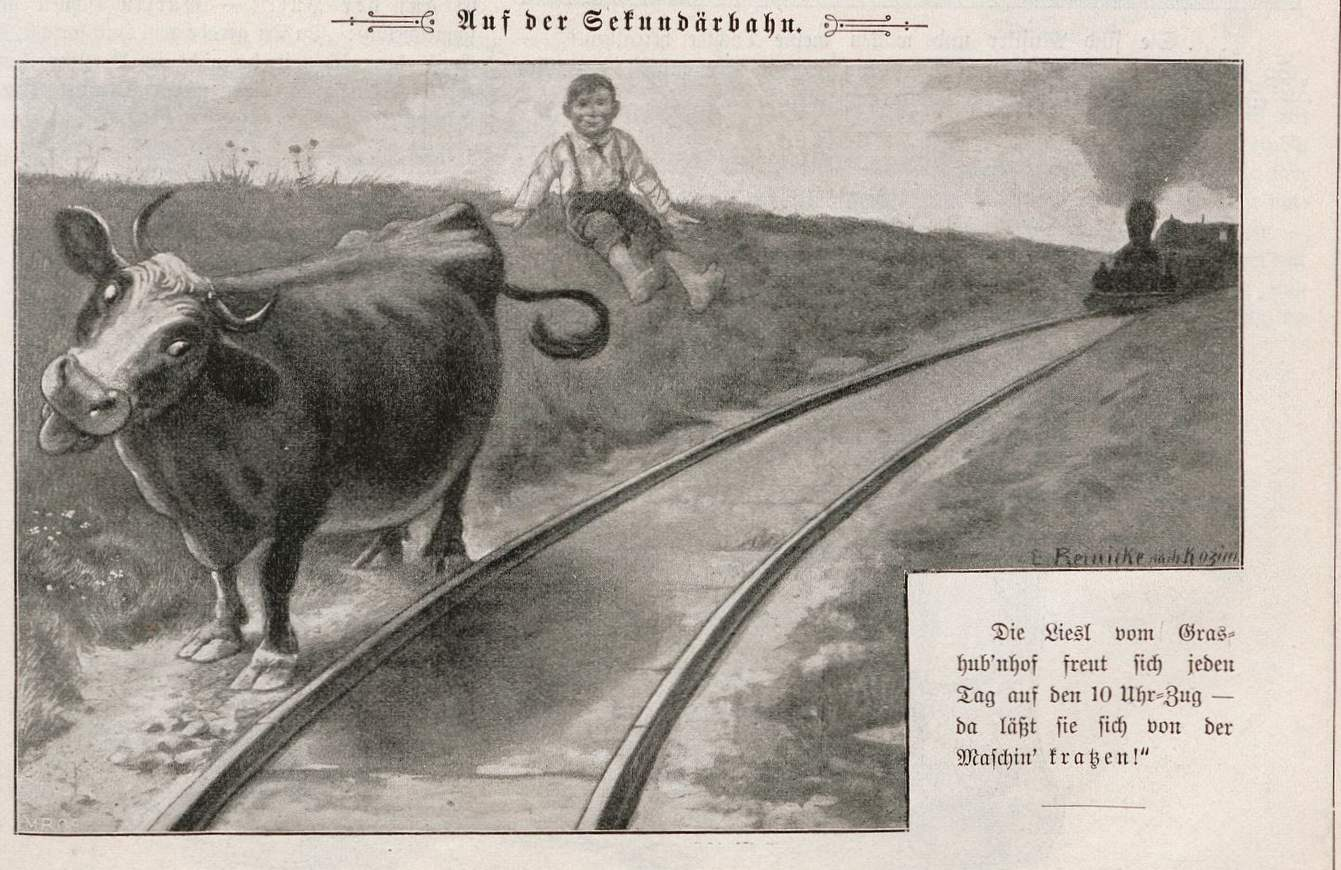
Sekundär- und Lokalbahnen waren oft Gegenstand humoristischer Betrachtung.

Ludwig Thoma lebte von 1894 bis zum Frühjahr 1897 in Dachau. Dort betrieb er eine Rechtsanwaltskanzlei, unternahm Ausflüge ins Dachauer Hinterland nach Oberbachern und Unterweikertshofen, nahm mit seiner leutseligen Art am Leben der Bauern im Dachauer Land teil und teilte mit den örtlichen Honoratioren einen Sitzplatz am Stammtisch im Zieglerbräu Dachau. Der eisenbahnbegeisterte Thoma nahm aus dieser Zeit wohl auch den Stoff für den Dreiakter „Die Lokalbahn“ mit.
Die Geburtsstunde der eigentlichen Lokalbahnen war das bayerische Lokalbahngesetz vom 21. April 1884, nach dessen wichtigster Bestimmung interessierte Gemeinden nunmehr den Grunderwerb für die Bahntrasse selbst tätigen mussten, der damals nur rund 10 Prozent der Gesamtinvestition betrug, woraufhin der Staat Bayern die Strecke baute und betrieb. Die Lokalbahnstrecken wurden vollspurig ausgeführt, sodass ein nahtloser Übergang von Hauptbahnen auf Lokalbahnen und umgekehrt für Personen- und Güterverkehr möglich war.

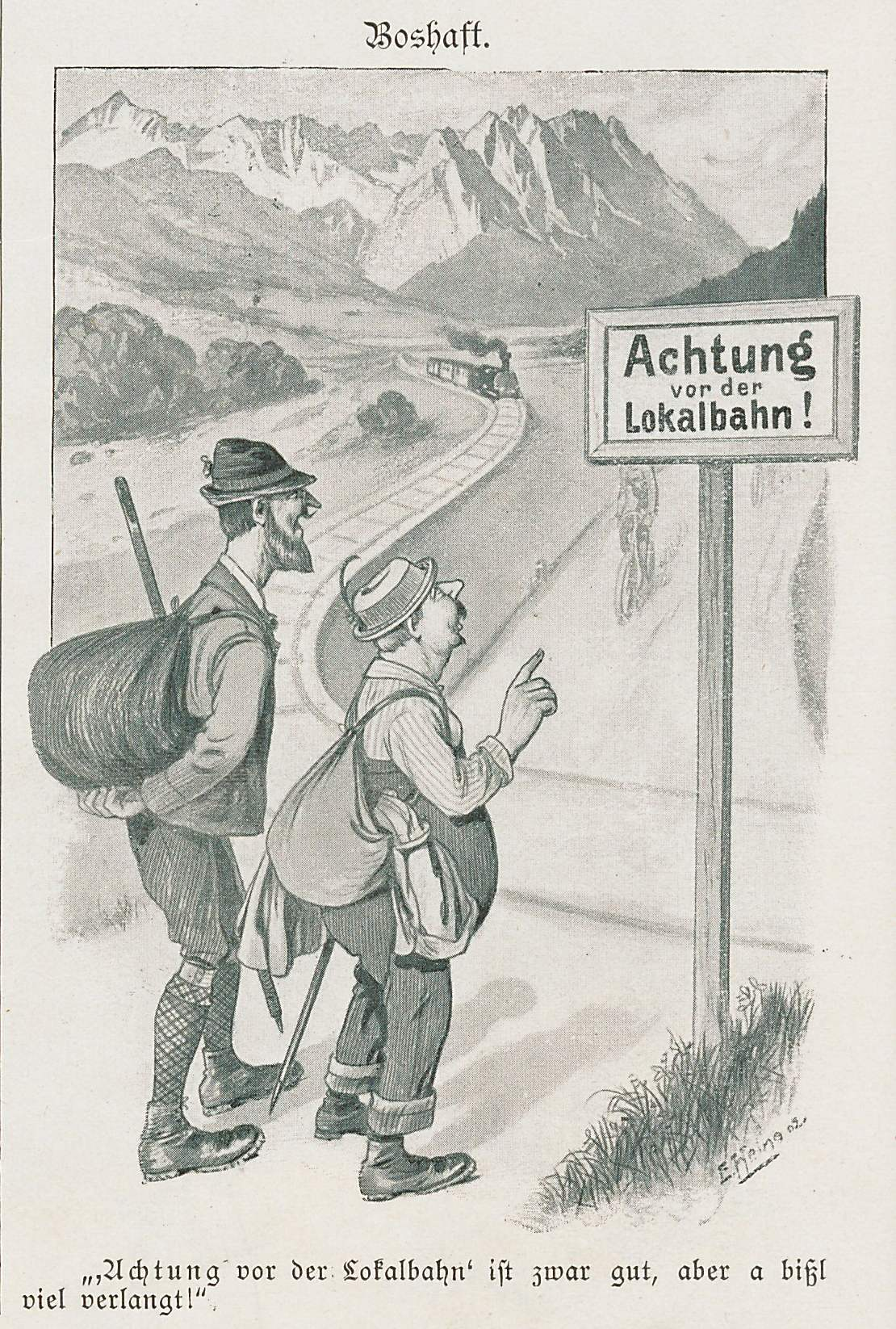
"Lokalbahn" wurde nicht so oft verspottet wie "Secundärbahn"

Im Dachauer Land fanden sich ebenfalls Interessenten aus verschiedenen Gemeinden zusammen, die am 2. Dezember 1893 hierfür ein provisorisches Komitee bildeten, jedoch vorerst um eine Hauptbahn von Dachau nach Aichach zu fördern. Die Staatsregierung verwies jedoch auf die Möglichkeit der Erbauung einer Lokalbahn. 1897 gründete sich erneut in Dachau ein „Eisenbahn-Comité“, um den Bau einer Lokalbahn zu unterstützen und zu projektieren. Die Bahntrasse sollte von Dachau über Webling, Bachern, Sickertshofen, Schwabhausen, Oberroth, Großberghofen, Walkertshofen, Unterweikertshofen, Sittenbach, Langengern, Plixenried und Oberzeitlbach bis Altomünster führen. Da in dieser Konzeption Markt Indersdorf keinen Bahnanschluss erhalten sollte, wurde dort im Jahr 1898 eine Generalversammlung aller stimmberechtigten Indersdorfer Gemeindebürger einberufen. Dort wurde ein Gegenprojekt für die Lokalbahn Dachau–Altomünster beschlossen, das nicht von Dachau, sondern von Röhrmoos ausgehend über Indersdorf nach Altomünster führen sollte. Aufgrund dieser beiden konkurrierenden Projekte kam es nun in der Folgezeit zu Eifersüchteleien und Streitereien zwischen einigen am Bahnbau interessierten Gemeinden. Sie gipfelten darin, dass die Gemeindevertreter von Altomünster, Stumpfenbach, Oberzeitlbach, Kleinberghofen, Eisenhofen und Unterweikertshofen am 10. Juli 1899 erklärten, „sich nie und niemals herbeizulassen, ein vergebliches Bahnprojekt Röhrmoos–Indersdorf–Altomünster zu unterstützen, und einzig und allein unentwegt in aller Treue zu Dachau zu stehen“.
Es ist davon auszugehen, dass die Eifersüchteleien und Streitereien von Thoma verfolgt und beobachtet wurden und diese den Stoff für das Stück lieferten. Das Stück wurde von Thoma zuerst unter dem Arbeitstitel „Sekundärbahn“ begonnen. Bereits Anfang August 1901 berichtete er seinem Verleger A. Langen, dass das Stück bald fertig sein werde, und schlug einen Preis von 2 Mark für die Buchausgabe vor. In einem weiteren Schreiben berichtete Thoma nun von einem Dreiakter mit dem Arbeitstitel „Friedrich Rebholz“. Abgeschlossen wurde der dritte Akt im Juli 1902. Während Thoma jedoch 1902 an der Endfassung feilte, rutschte das Kaiserreich in eine wirtschaftliche Depression, sodass das Lokalbahnprojekt Dachau–Altomünster verschoben wurde. Thoma verlegte daher das Stück im Eilverfahren an einen anderen Ort. So kam die Dachauer Lokalbahn nach Dornstein, wo einige Jahre zuvor unter ebenfalls heftigen Fehden die Linie Traunstein–Ruhpolding gebaut worden war.